# Svärmor på vift eller Förbjudna vägar
Svärmor på vift eller Förbjudna vägar är en svensk dramafilm från 1916 i regi av Georg af Klercker. 

## Om filmen
Filmen premiärvisades 3 oktober 1916 på Sture-Teatern i Stockholm. Den spelades vid Hasselbladateljén på Otterhällan i Göteborg av Gustav A. Gustafson

## Rollista
- Nils Chrisander – Arthur Borg, läkare
- Maja Cassel – Signe Borg, hans hustru
- Tekla Sjöblom – Fru Olsson, Signes mor
- Manne Göthson – Patron Olsson, Signes far
- Zara Backman – Marie, tjänsteflicka hos Borg
- Greta Johansson – en patient
- Helge Kihlberg – frackklädd maskeradgäst
- Ludde Gentzel – frackklädd maskeradgäst
- Gustaf Bengtsson – cowboyklädd maskeradgäst
- Olof Sandborg – rökande maskeradgäst i frack och monokel
- Artur Rolén – maskeradgäst i rokokokostym
- Victor Arfvidson – beduinklädd maskeradgäst/väntande patient/herre på restaurang
- Dagmar Ebbesen – maskeradgäst i schackrutig klänning